# Biserica de lemn Sfântul Nicolae din Vama
Biserica de lemn „Sfântul Nicolae” din Vama este un lăcaș de cult ortodox construit în anul 1796 în satul Vama din comuna omonimă aflată în județul Suceava. Edificiul are hramul Sfântul Nicolae, sărbătorit la data de 6 decembrie, și s-a aflat o lungă perioadă în centrul satului, dar în anul 1937 a fost mutat în cimitir, pe fostul său amplasament construindu-se o biserică de zid cu același hram.
În Vama a existat încă o biserică de lemn, cu hramul Înălțarea Domnului. Aceasta fusese construită în anul 1783 în partea de jos a satului, dar a fost strămutată în 2001 în incinta Muzeului Satului Bucovinean din municipiul Suceava, unde se află în prezent. 
Biserica de lemn „Sfântul Nicolae” din Vama a fost inclusă pe Lista monumentelor istorice din județul Suceava din anul 2015 la numărul 443, având codul de clasificare  SV-II-m-B-05655.

## Istoricul localității
Așezat între cele două râuri, Moldova și Moldovița, satul Vama se află la o distanță de 16 km de orașul Câmpulung Moldovenesc. Aflat la intrarea în Carpații Orientali și străjuit de Obcina Feredeului, acest sat a îndeplinit rolul de localitate de vamă între Principatul Moldovei și Principatul Transilvaniei. Aici erau vămuite mărfurile care veneau dinspre Ardeal sau plecau într-acolo. 
În vatra veche a satului s-au descoperit două monede romane, ceea ce atestă faptul că zona era locuită în primele secole ale mileniului I și că localnicii făceau schimburi comerciale probabil cu daco-romanii din provincia Dacia sau cu garnizoanele romane din sud.  Astfel, se poate afirma că localitatea este mai veche decât prima sa atestare documentară.
Inițial, localitatea se numea Vama Moldoviței și apare într-un privilegiu comercial din 6 octombrie 1408 în care se stabilește ca  toți negustorii care vor duce mărfuri din Țara Ungurească în Moldova să plătească taxe vamale de „câte un groș și jumătate din grivnă” de povară - la dus și „câte doi groși” de povară la întoarcerea din Ardeal.  Domnitorul Alexandru cel Bun (1400-1432), printr-un document din 18 noiembrie 1409, a scos satul Vama din Ocolul Câmpulung și l-a dat Mănăstirii Moldovița, împreună cu veniturile vămii  („satul Meto care acum se cheamă Vama, care să-i fie uric cu toate veniturile din veac în veac”). 
În Evul Mediu, acest drum a fost folosit de tătari în incursiunile lor de jefuire a satelor din Moldova și din Transilvania. În toponimia locală există și astăzi „Drumul Tătarilor”, care avea o ramificație ce trecea prin Vama. Folcloristul Simion Florea Marian a publicat în 1879 o legendă locală intitulată „Românca și tătarii”, pe care a auzit-o de la mai mulți români din satul Vama, în care se povestește despre salvarea satului și a locuitorilor de către o vămeancă, care și-a abandonat în pădure copilul care plângea și i-a anunțat pe locuitorii satului de venirea tătarilor, pentru ca aceștia să ia măsuri de apărare. 

## Istoricul bisericii
În satul Vama au existat în decursul timpului mai multe biserici ortodoxe. Astfel, pe baza spuselor unor martori oculari, preotul folclorist Simeon Florea Marian (1847-1907) afirmă în lucrarea "Inscripțiuni de pe manuscripte și cărți vechi din Bucovina" (Suceava, 1900) că în partea de jos a satului Vama de Jos exista în a doua jumătate a secolului al XVIII-lea o biserică de lemn, mai veche, care se ruinase. În anul 1783, la câțiva metri de acest lăcaș de cult s-a construit o biserică de lemn cu hramul "Înălțarea Domnului" , care se află astăzi în Muzeul Satului Bucovinean din Suceava. 
Localitatea fiind foarte întinsă, în 1796 s-a construit în centrul satului  o altă biserică de lemn cu hramul "Sf. Nicolae". Ea a fost ctitorită de Vasile Badale, Lupașcu Luncan și de comună , fiind înălțată de meșterul Derhet Matei după cum consemnează pisania cu caractere chirilice aflată la parea superioară a ancadramentului ușii de intrare. Textul pisaniei este următorul: "Luna iunie anul 1796 această biserică o au făcut Derhet Matei". 
Odată cu trecerea timpului, biserica de lemn a devenit neîncăpătoare. Ea a fost desfăcută și reconstruită în anul 1937 în cimitirul satului, iar pe locul ei s-a ridicat o biserică de zid având același hram.  Pereții exteriori au fost placați cu scânduri orientate vertical. 
În aprilie 2001, 21 de enoriași ai Parohiei "Sf. Nicolae" din Vama de Sus au trimis o scrisoare la redacția ziarului "Ziarul de Iași", în care afirmau că solicită redeschiderea celei de-a doua biserici a parohiei așezată în cimitir. Ei îl acuzau pe preotul paroh Nicolae Moroșanu că se opune redeschiderii bisericii de lemn din cimitir și că sunt nevoiți să parcurgă o distanță mare până la biserica din centrul satului. Preotul paroh a declarat că "biserica din cimitir nu este închisă. Când este nevoie, slujesc în ea, dar rămâne o biserică de cimitir, în care se oficiază slujbele pentru morți". 

## Arhitectura bisericii
Biserica "Sf. Nicolae" din Vama este construită din bârne de brad, cioplite în patru fețe, așezate în plan orizontale și îmbinate la colțuri în tehnica "coadă de rândunică". Construcția prezintă bogate ornamente geometrice și stilizări zoomorfe. Streașina largă este susținută de console cioplite în "cap de cal". Edificiul are un acoperiș înalt din șindrilă, lipsit de turle și cu rupere în pantă în dreptul absidelor laterale.
Monumentul are formă de cruce (plan triconc sau treflat), cu absida altarului pentagonală și decroșată și cu peretele vestic al pronaosului de formă poligonală. Lăcașul de cult este prevăzut cu o ușă (aflată în peretele sudic al pronaosului) și cu opt ferestre (una în axa absidei altarului, una în peretele estic al proscomidiarului, câte una în axa absidelor laterale, câte una în pereții longitudinali ai naosului și câte una în pereții longitudinali ai pronaosului). 
În interior, biserica este împărțită în trei încăperi: pronaos, naos și altar. Intrarea în biserică se face pe o ușă situată în peretele sudic al pronaosului. Ușa de intrare are pe rama portalului un ancadrament dreptunghiular conținând torsade și romburi de forme și dimensiuni diferite. La parea superioară a ramei se află săpată pisania. Pronaosul este de formă dreptunghiulară și are două ferestre (una în peretele nordic și alta în cel sudic). Peretele vestic are formă poligonală cu trei laturi. La partea superioară, el are o boltă poligonală, în fâșii curbe, pe care se conservă unele fragmente de pictură. 
Între pronaos și naos se află un perete despărțitor cu o deschidere centrală, având un chenar sculptat înspre pronaos. Naosul are și el o formă dreptunghiulară, cu două abside laterale pentagonale. În pereții naosului se află patru ferestre dreptunghiulare: câte una în pereții longitudinali și câte una în axa absidelor laterale. El are o boltă semicilindrică retrasă de la pereți prin intermediul unor grinzi dispuse în retrageri succesive.   Altarul are o absidă de formă pentagonală, decroșată. Prin dispunerea avansată a catapetesmei înspre naos s-au format în părțile laterale două nișe: diaconiconul (în sud) și proscomidiarul (în nord). Aici se află două ferestre: una dreptunghiulară în axa absidei, având dimensiuni reduse (0,45x0,95 m) și o alta în peretele estic al proscomidiarului. Deasupra altarului se află o boltă semicilindrică retrasă și ea de la pereți. 
Pereții interiori ai lăcașului de cult au fost pictați, fiind păstrate fragmente de pictură pe cheia bolții pronaosului și naosului. Pe pereții altarului s-au lipit bucăți de pânză pictată, asemănătoare din punct de vedere al compoziției, cromaticii și stilului cu pictura de pe ușile diaconești, care a fost realizată conform unei inscripții de meșterul Gheorghe Glăvan în anul 1925. 
Catapeteasma datează de la începutul secolului al XIX-lea, având motive decorative vegetale aurite. Icoanele au fost executate în primul deceniu al aceluiași secol de către meșterul Toader Zugravu din comuna Frumosu, după cum atestă inscripția de pe icoana "Înălțarea Sfintei Cruci". Icoanele împărătești sunt datate din anul 1805. 
Rețin atenția stranele cioplite și decorate cu rozete, "dinți de lup" și colonete strunjite, precum și coarda de sfeșnice având o feronerie compusă din trei arcade trilobate, decorate cu motive florale din fier forjat.  Acest obiect a fost inscripționat cu următorul text: "Această coardă de sfeșnice s-au făcut cu cheltuiala servului lui Dumnezeu Ioniță Cotlerciuc și cu soia sa Paraschiva spre iertarea păcatelor lor, a părinților lor, și tot neamul lor, 1857". 

## Clopotnița
Edificiul are un plan pătrat, fiind construit din bârne de brad cioplite la patru fețe și îmbinate la colțuri în tehnica "coadă de rândunică". Construcția are două niveluri, cu etajul semideschis. Pereții clopotniței au fost placați ulterior cu scânduri.

## Imagini

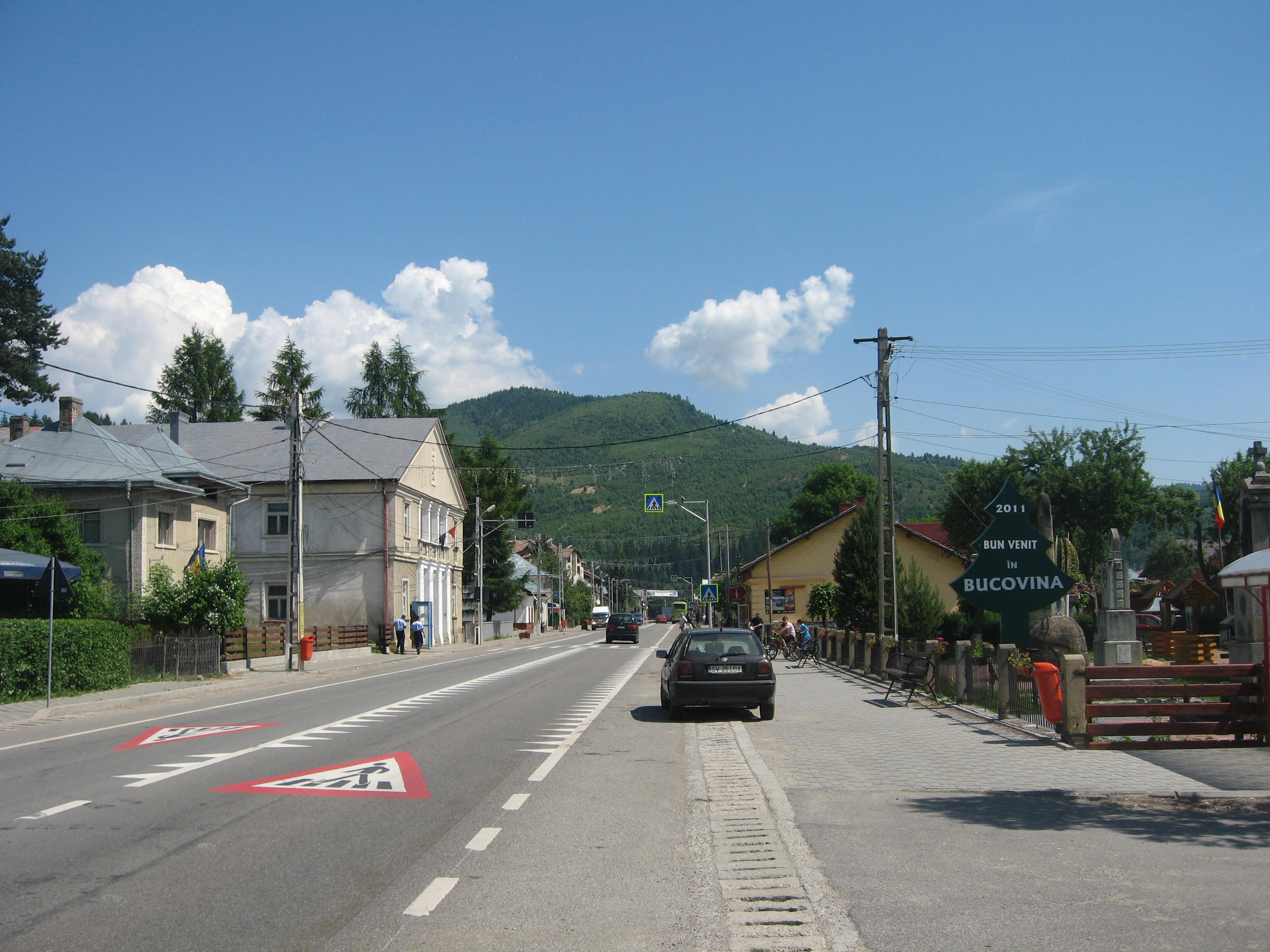
Partea de jos a satului Vama, văzută din centrul localității
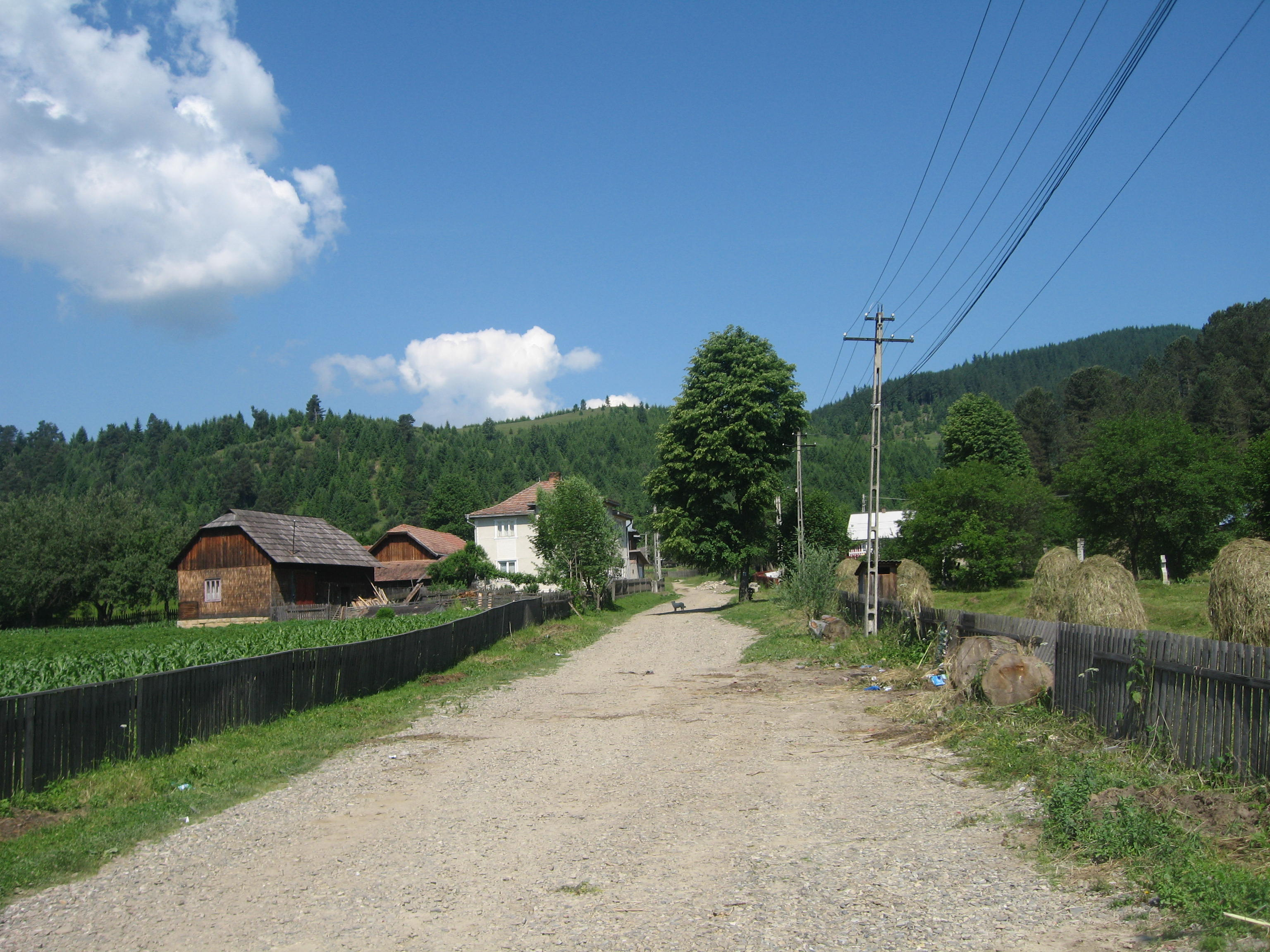
Case din satul Vama, văzute din apropierea cimitirului
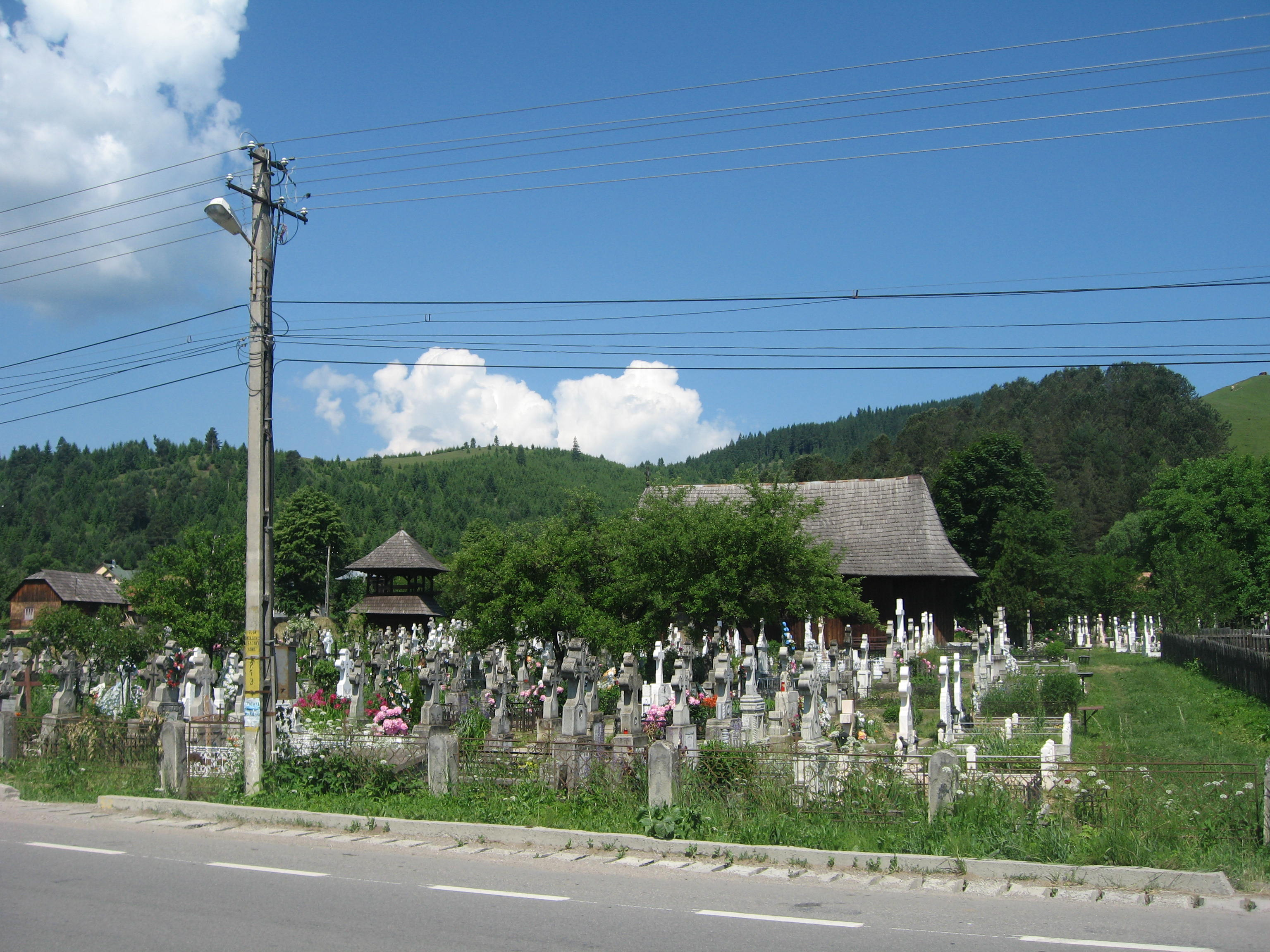
Biserica de lemn Sfântul Nicolae, văzută de la drumul național
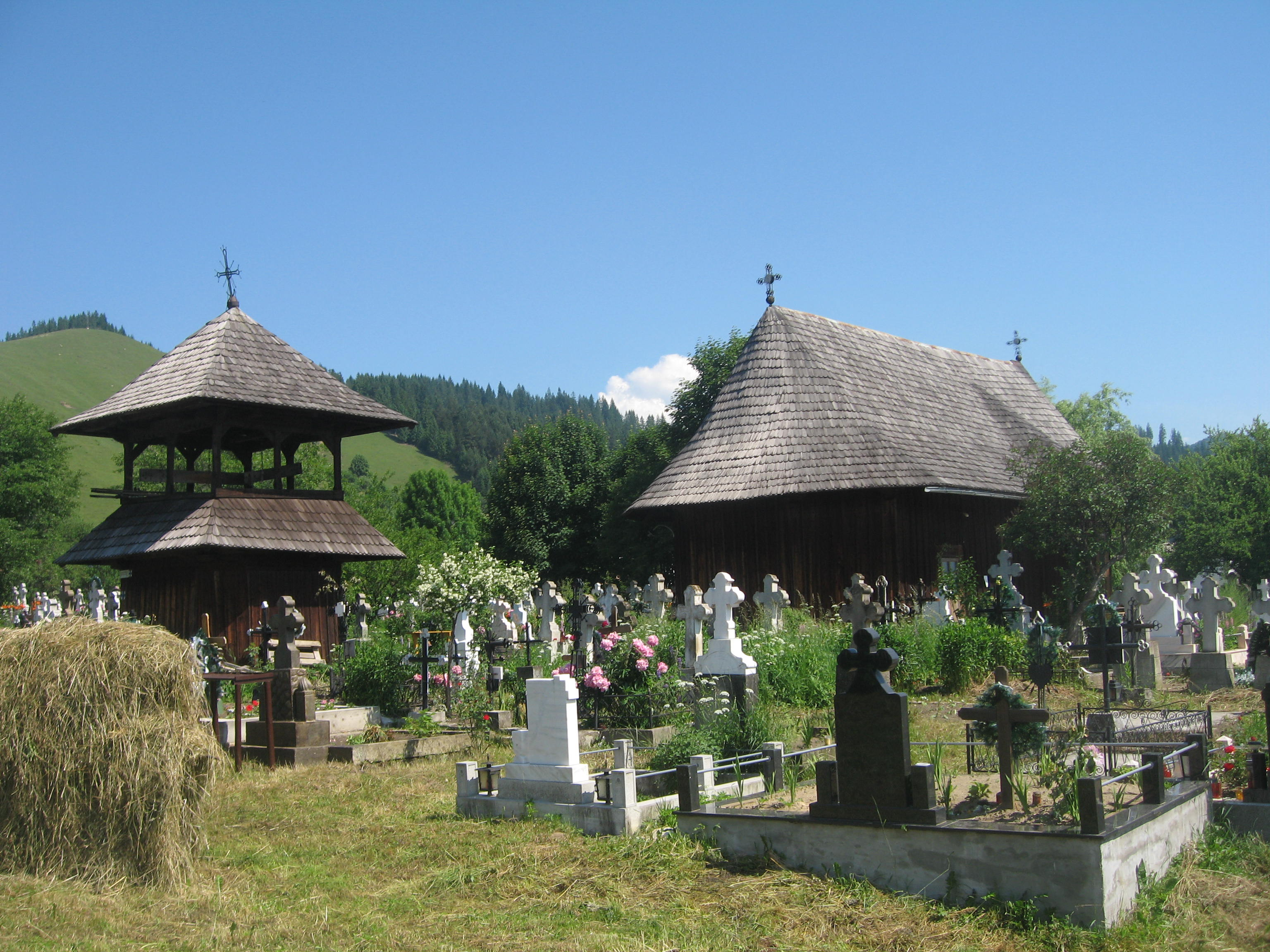
Biserica și turnul clopotniță
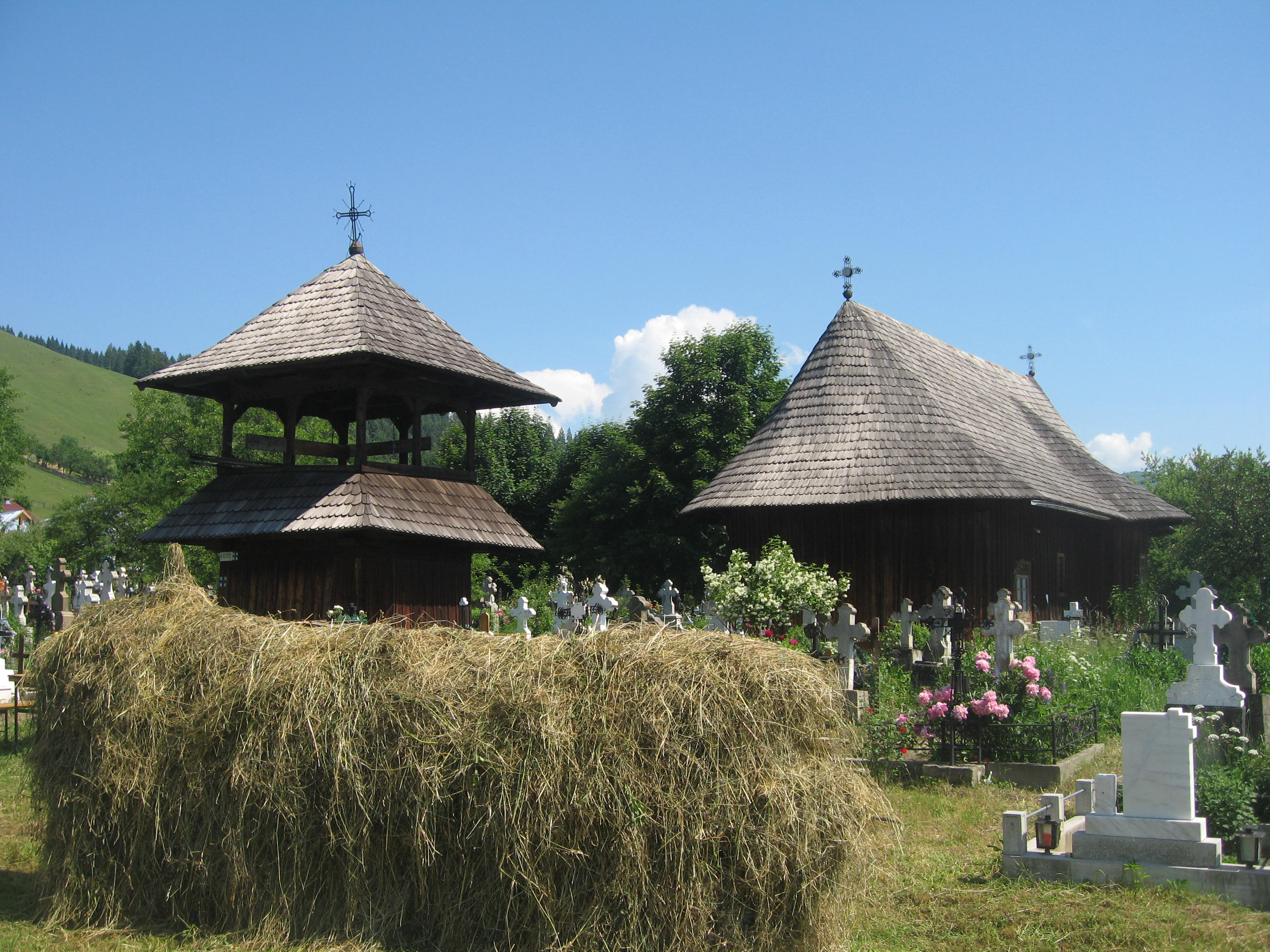
Biserica și turnul clopotniță
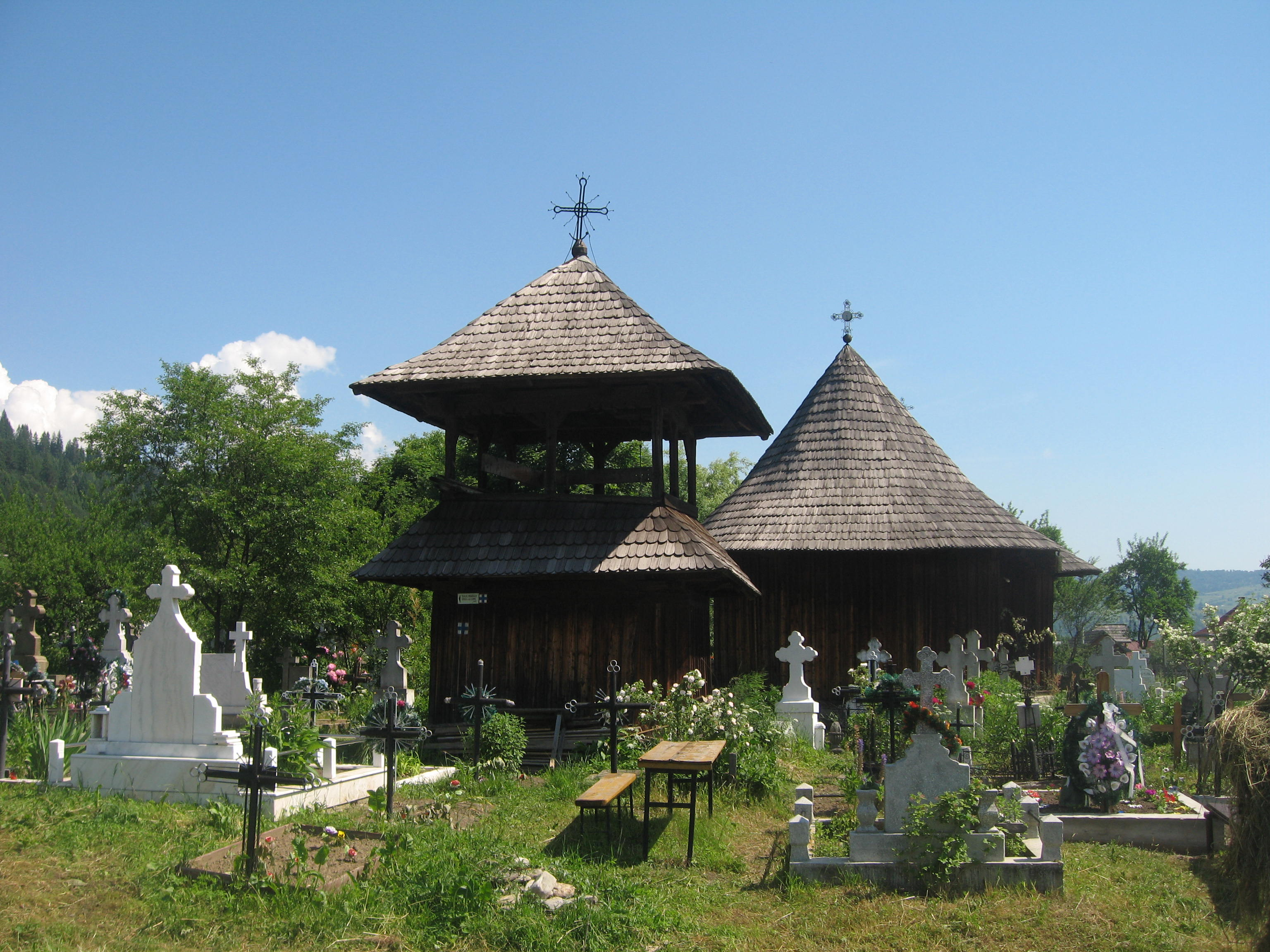
Biserica și turnul clopotniță, văzute dinspre vest
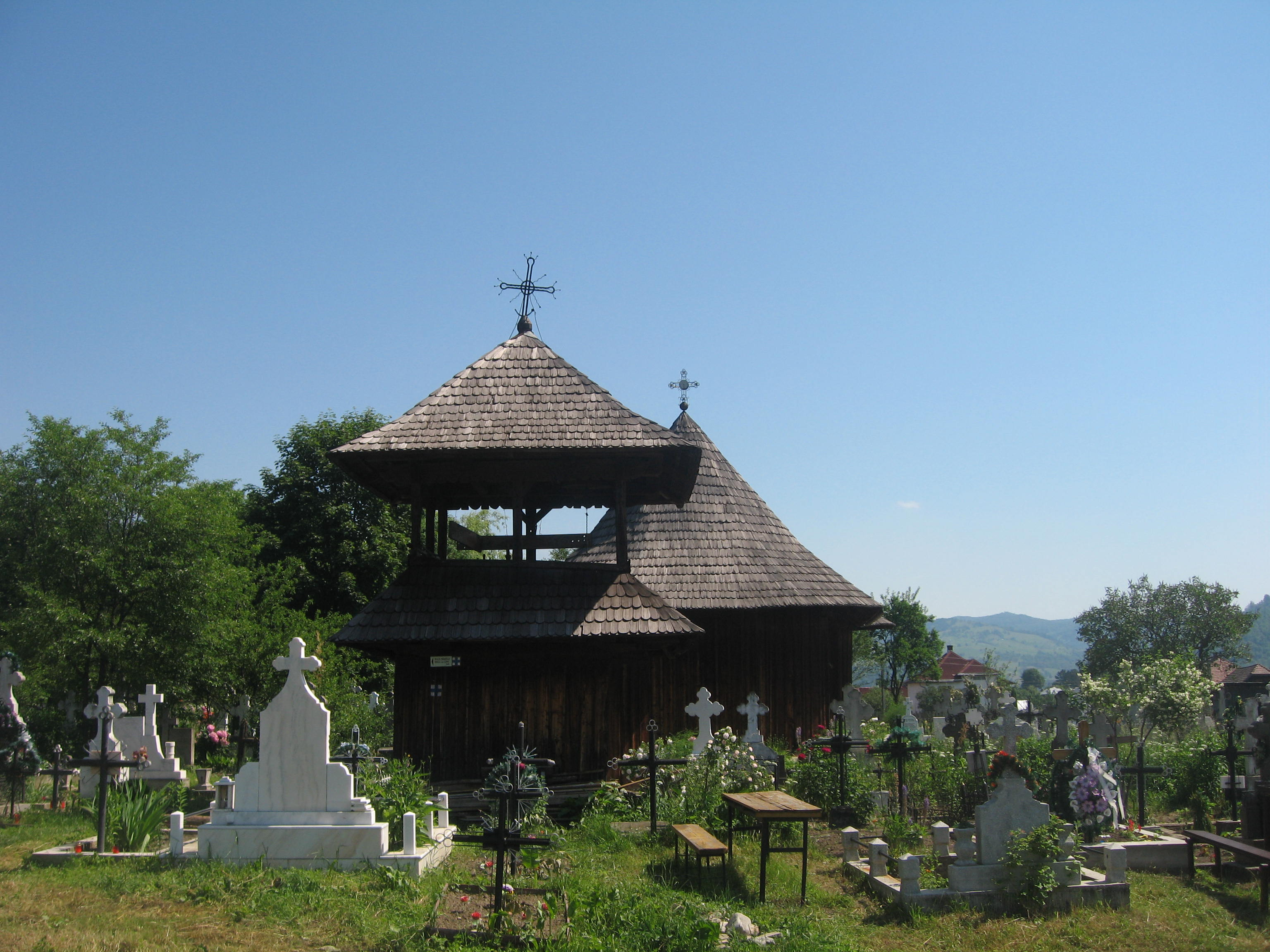
Biserica și turnul clopotniță, văzute dinspre vest
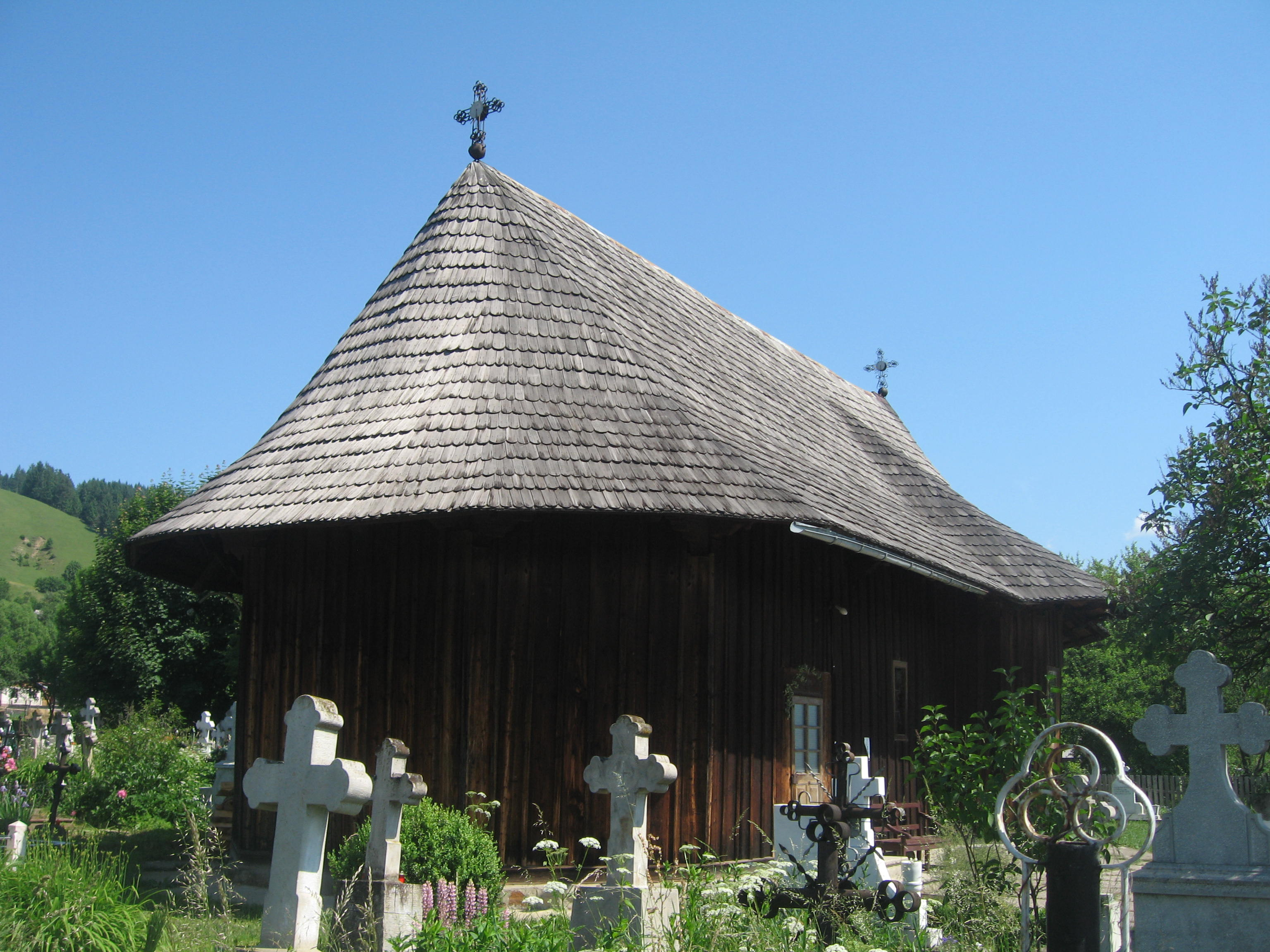
Biserica, văzută dinspre vest
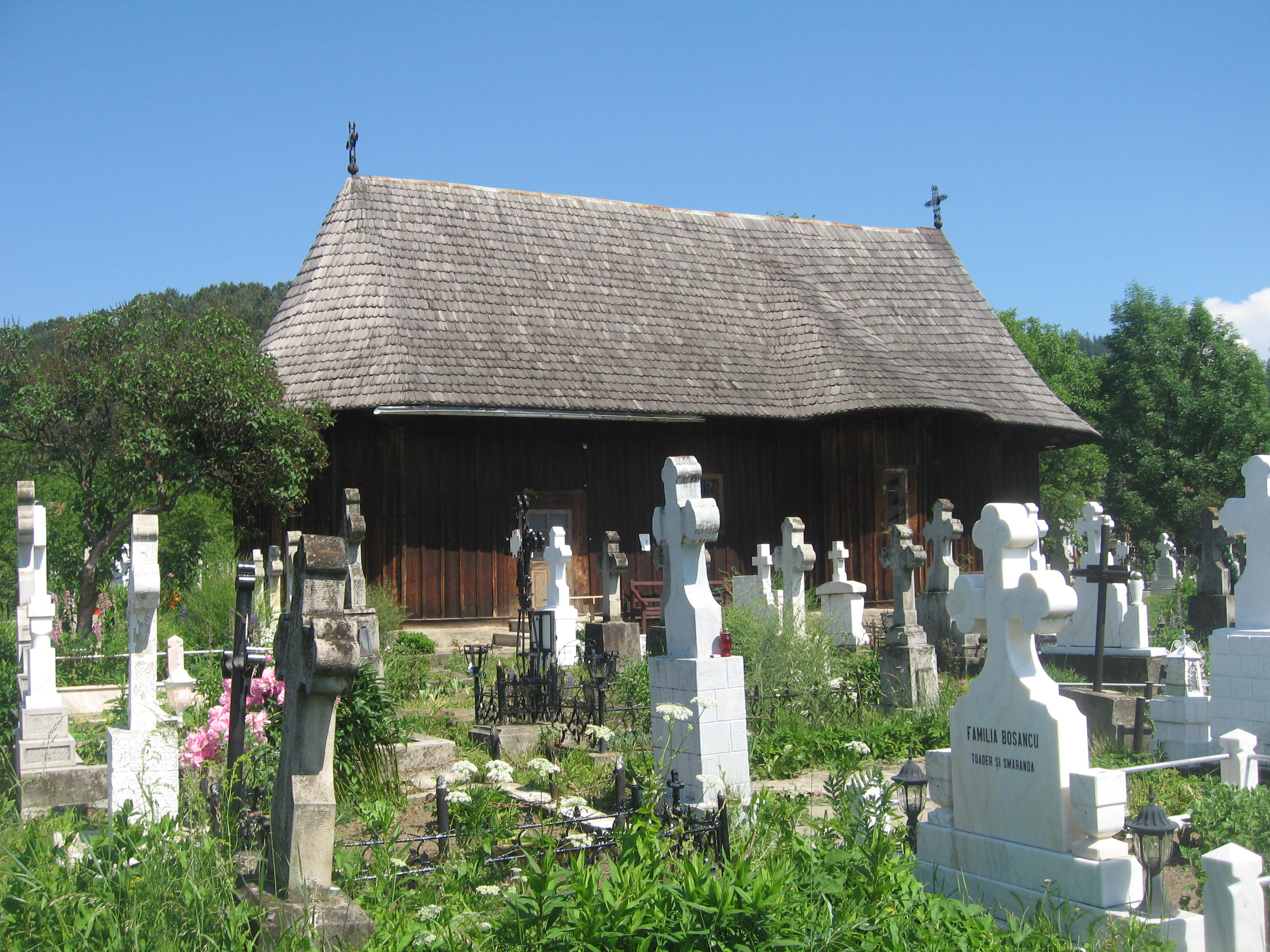
Biserica, văzută dinspre sud-vest
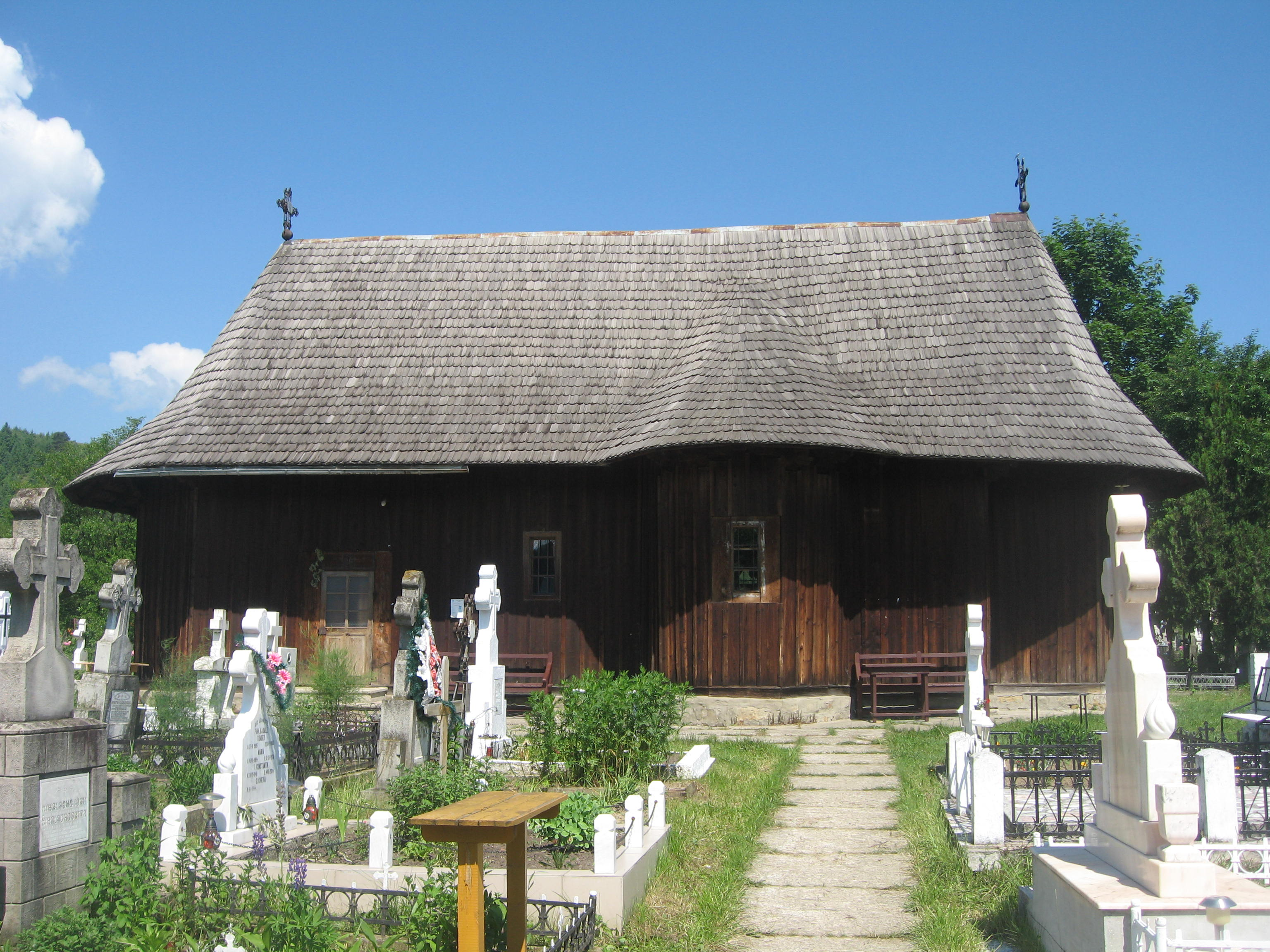
Biserica, văzută dinspre sud
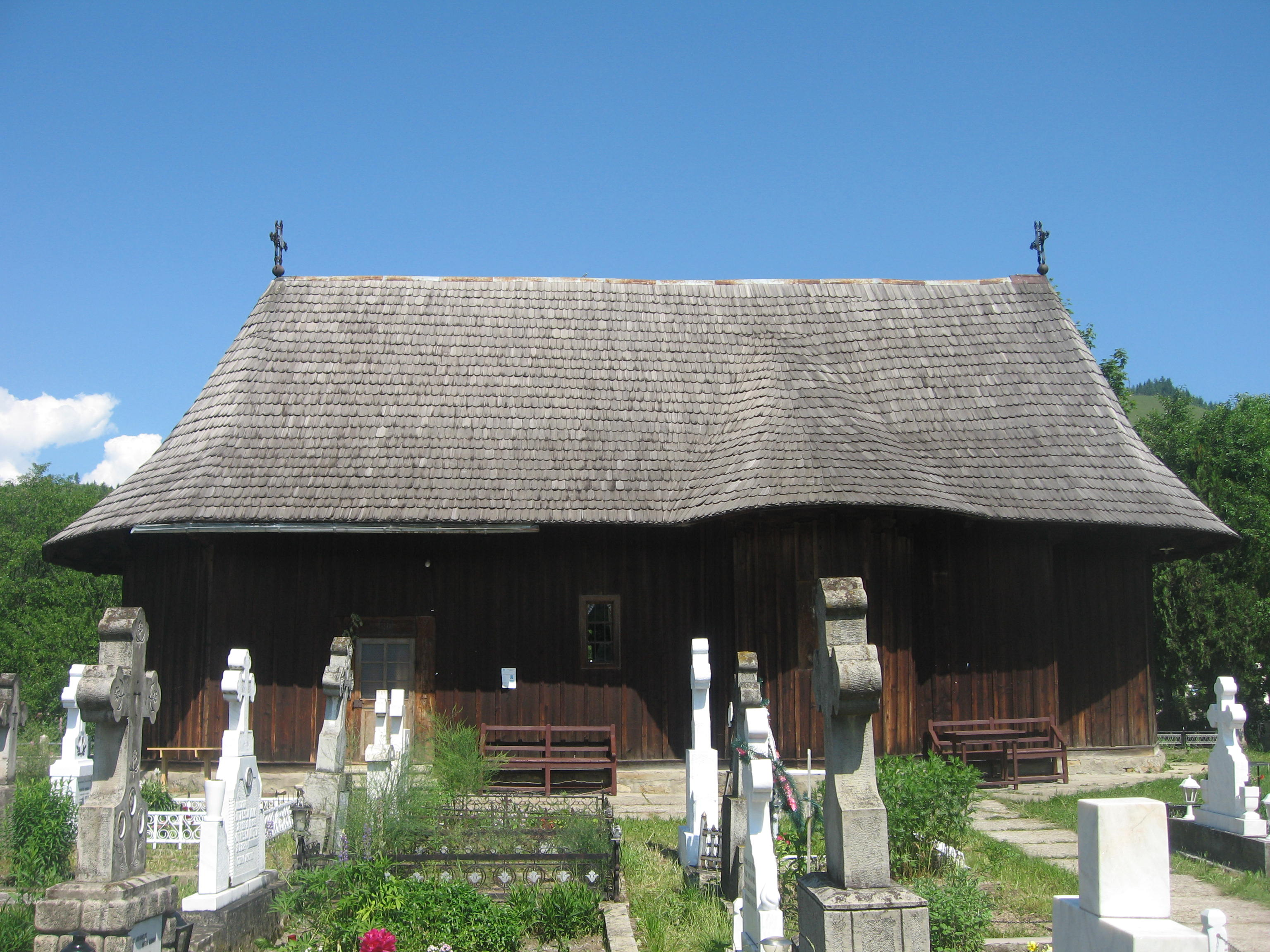
Latura sudică
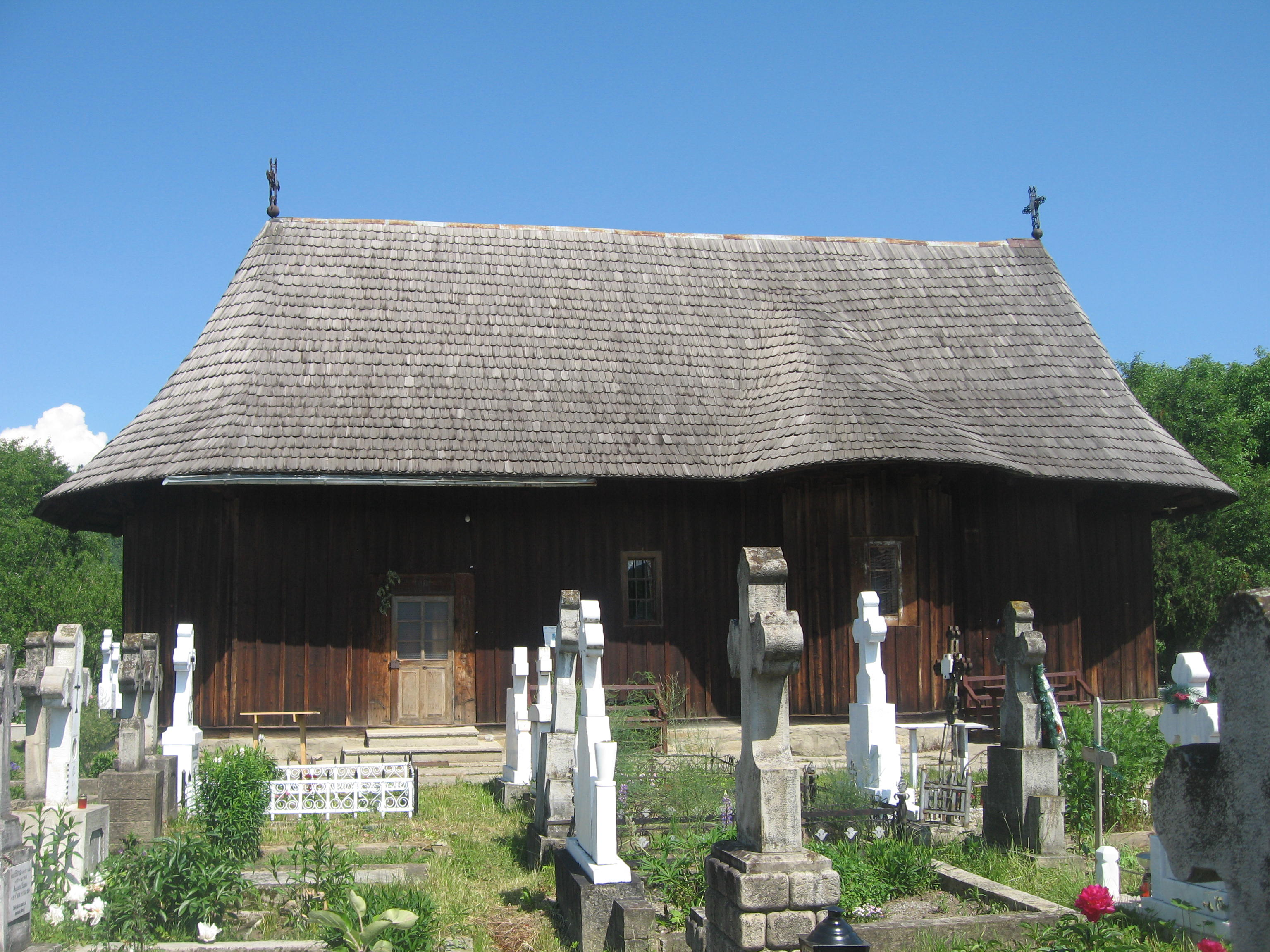
Latura sudică
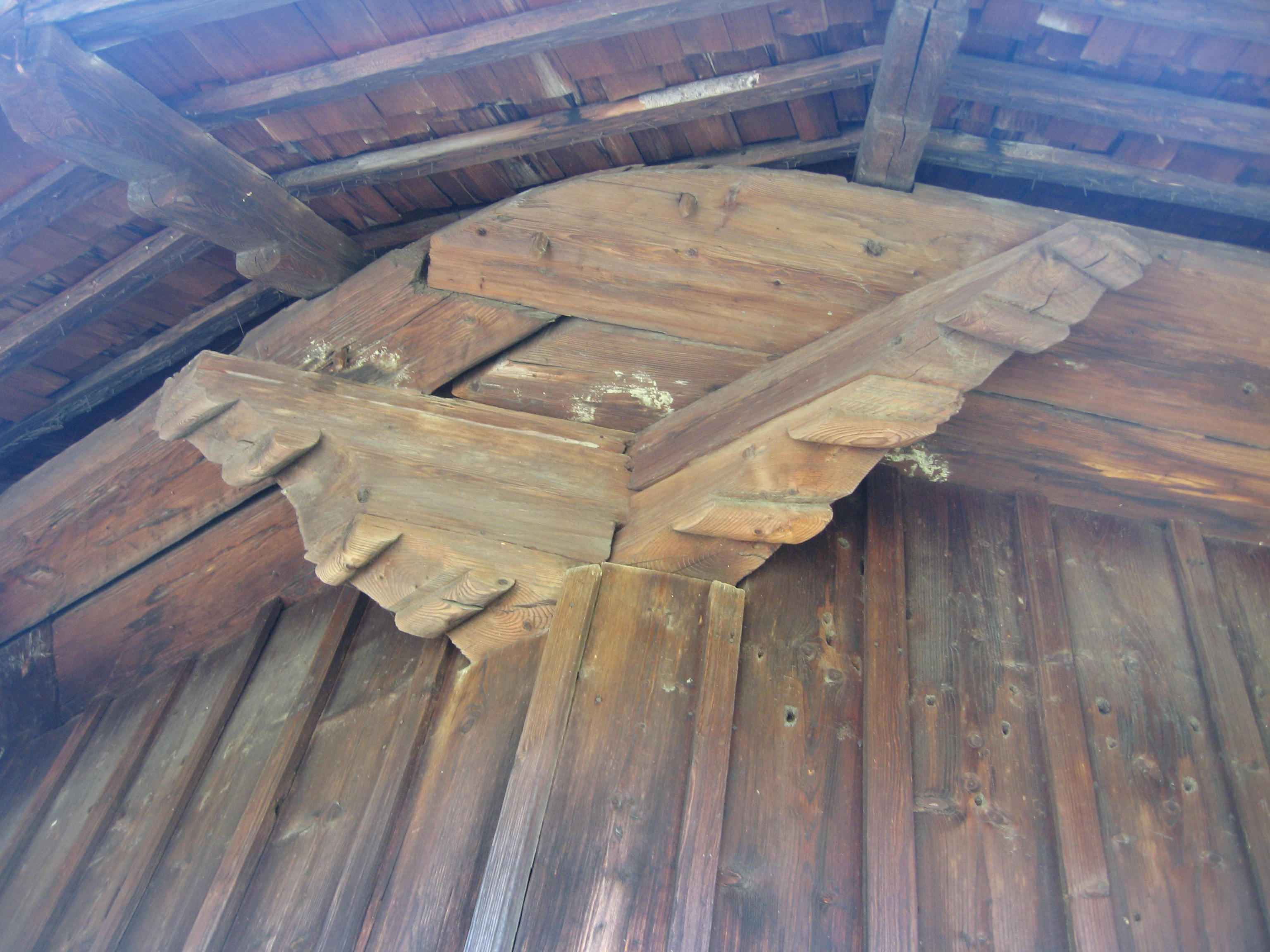
Console
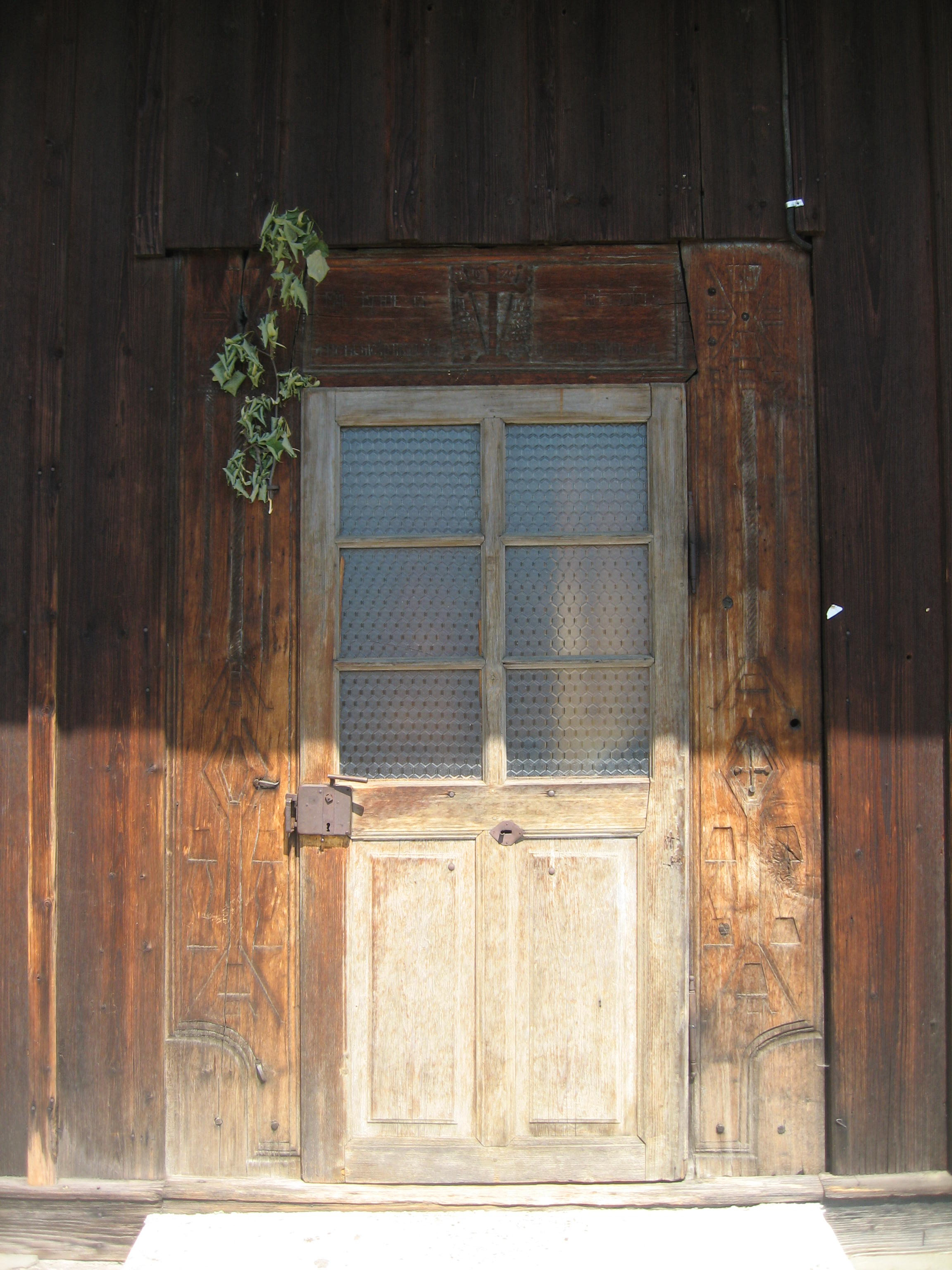
Ușa de intrare în biserică
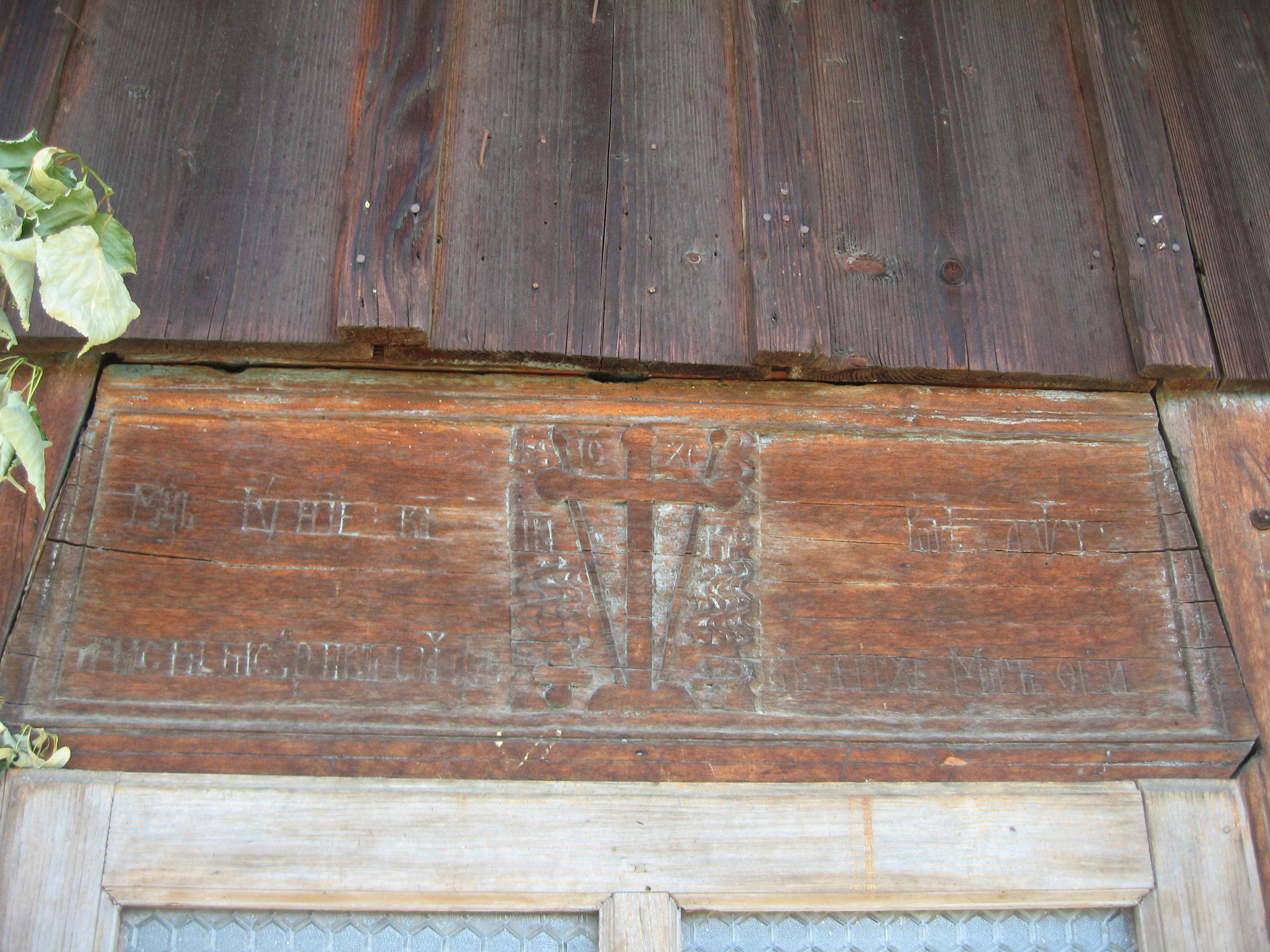
Pisania aflată la partea superioară a ancadramentului ușii de intrare
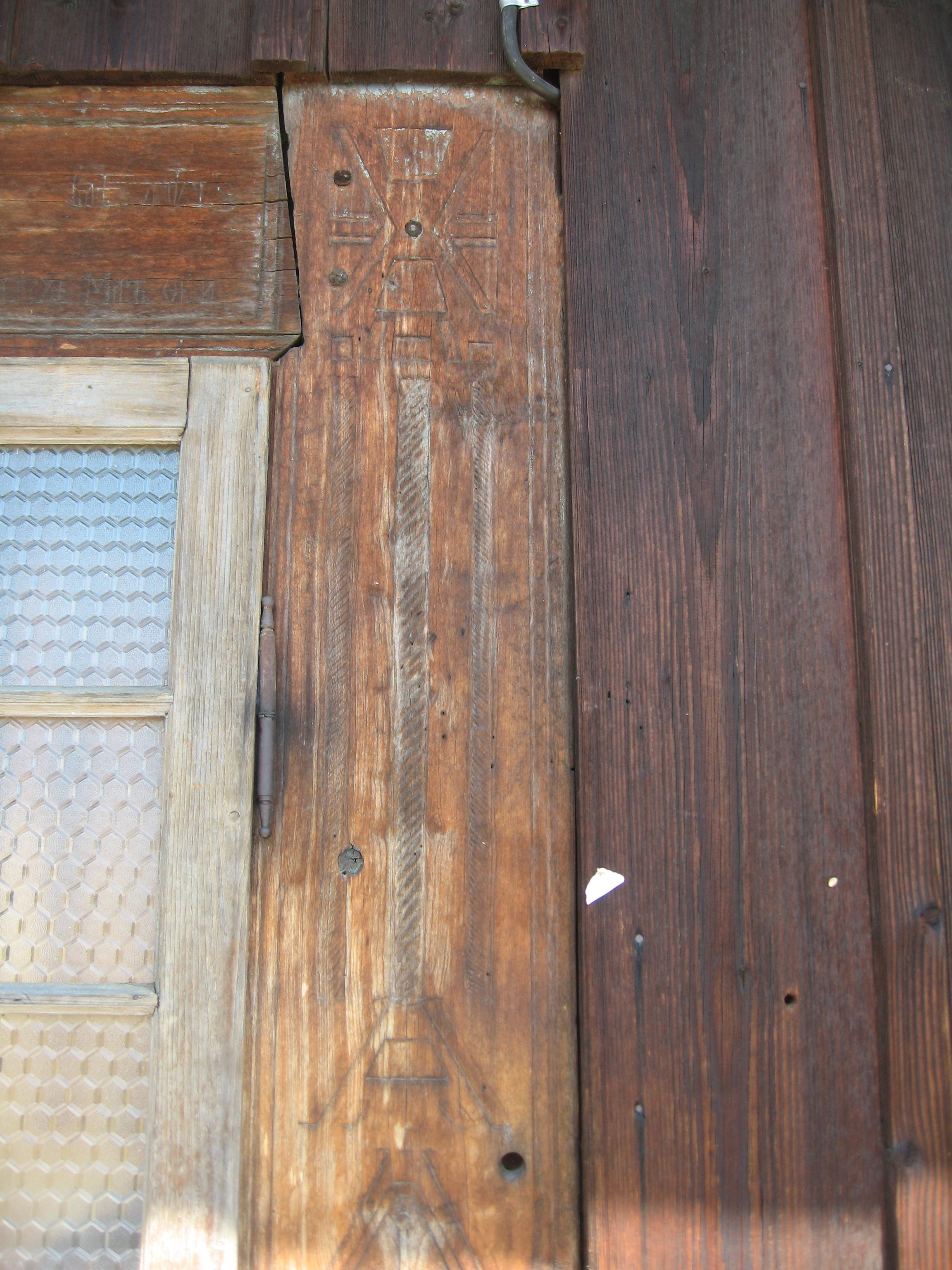
Decorațiuni aflate pe ancadramentul ușii de intrare
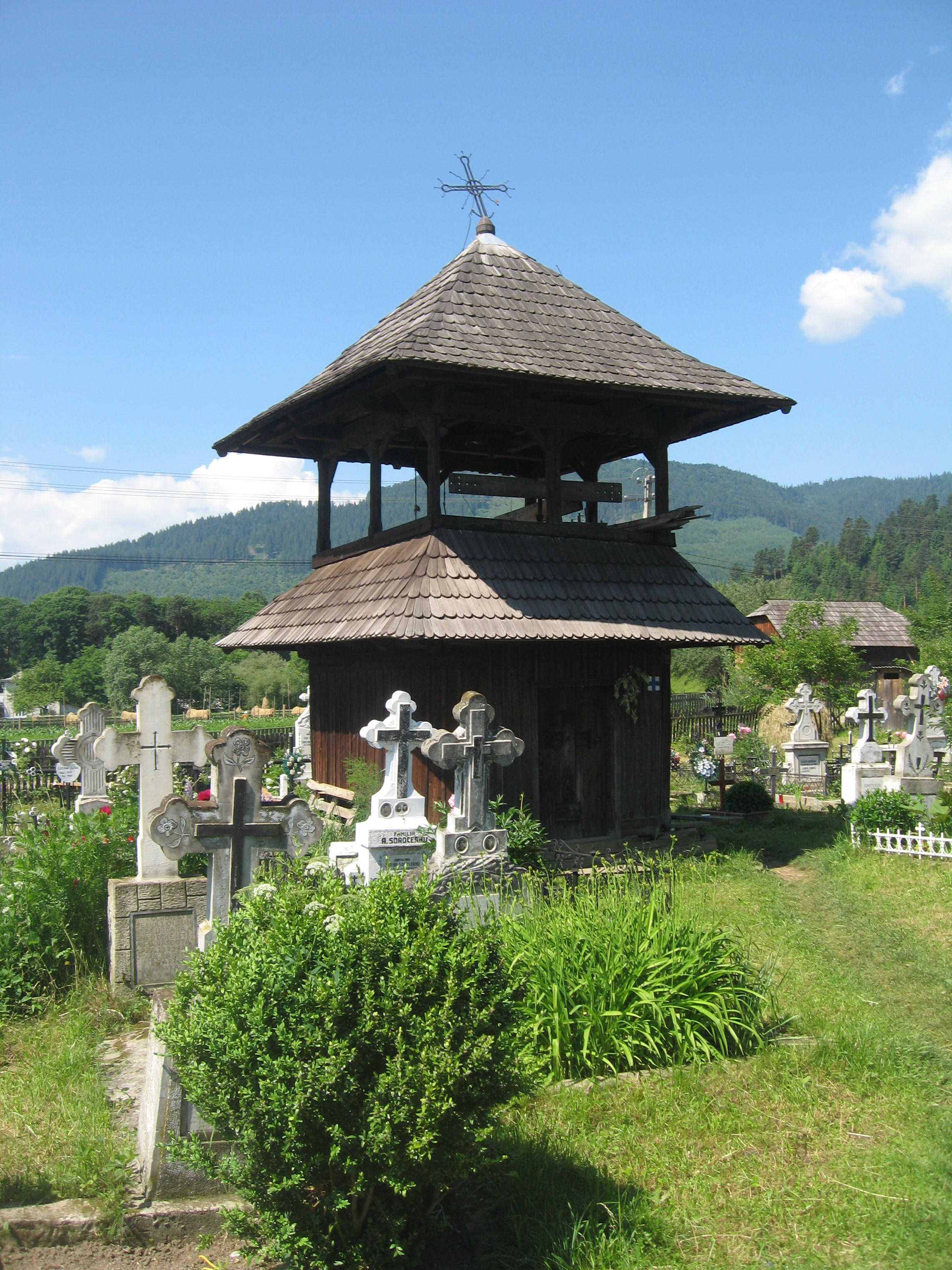
Turnul clopotniță, văzut dinspre est
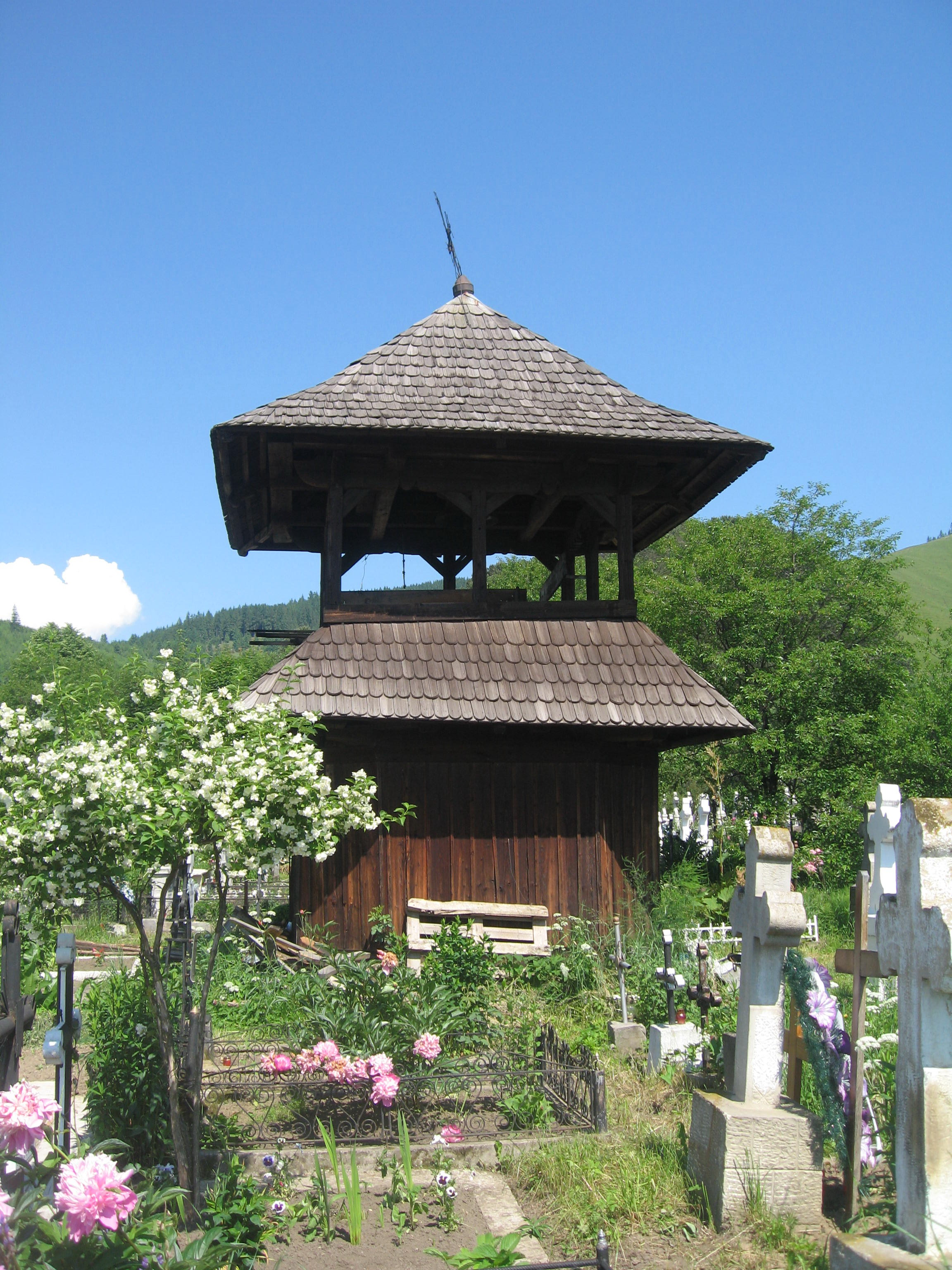
Turnul clopotniță, văzut dinspre sud